# 금강철교 (경부선)
금강철교(신탄진철교)는 금강을 사이로 충청북도 청주시와 대전광역시 대덕구를 잇는 철교로 1927년 지어진 다리가 거의 남아있으나 교각 부분은 보강한 상태이다.

## 역사
최초 다리는 1904년 경부선 개설당시 매포-신탄진 구간에 길이  701.84m 의 신탄진 금강철도교를 건설했었다.
6.25 전쟁시기인 1950년 7월 15일 미 제24사단(William F. Dean 소장)이 북한군의 남하를 막기 위해 폭파한 아픈 역사도 가지고 있다. 전쟁 당시 미 제24사단은 북한군과 천안 및 전의·조치원 전투에서 큰 타격을 입고 공주와 대평리 방향으로 철수하였다. 미군은 북한군의 남하를 막기위해 금강에 방어선을 구축하였다. 제24사단은 방어선의 범위를 공주 서측으로부터 신탄진경부선 철교 동측까지로 설정하고, 금강변의 모든 교량을 파괴하여 북한군의 남하를 막았다.

## 같이 보기
- 공주 금강철교